# Peter Škantár
Peter Škantár (Kežmarok, 20 luglio 1982) è un canoista slovacco, specializzato nello slalom.

## Palmarès
- Olimpiadi

Rio de Janeiro 2016: oro nel C2.
- Mondiali

Foz do Iguaçu 2007: bronzo nel C2 a squadre.
La Seu d'Urgell 2009: oro nel C2 a squadre e argento nel C2.
Bratislava 2011: argento nel C2 a squadre e bronzo nel C2
Praga 2013: argento nel C2 a squadre e bronzo nel C2.
Deep Creek Lake 2014: argento nel C2 a squadre e bronzo nel C2.
Pau 2017: argento nel C2.
- Europei

Skopje 2004: bronzo nel C2.
Tacen 2005: oro nel C2 a squadre e bronzo nel C2.
Liptovský Mikuláš 2007: oro nel C2.
Cracovia 2008: argento nel C2 e bronzo nel C2 a squadre.
Bratislava 2010: oro nel C2.
La Seu d'Urgell 2011: bronzo nel C2 e nel C2 a squadre
Vienna 2014: oro nel C2 e nel C2 a squadre.
Markkleeberg 2015: oro nel C2 a squadre.
Liptovský Mikuláš 2016: oro nel C2 a squadre.